# Nephthea junipera
Nephthea junipera is een zachte koraalsoort uit de familie Nephtheidae. De koraalsoort komt uit het geslacht Nephthea. Nephthea junipera werd in 1931 voor het eerst wetenschappelijk beschreven door Thomson & Dean. 